# Havel Vallis
L'Havel Vallis è una struttura geologica della superficie di Marte.